# Get Outta My Dreams, Get into My Car
«Get Outta My Dreams, Get into My Car» es una canción del cantante trinitense-británico Billy Ocean, basada en una línea de la canción "You're Sixteen" de los hermanos Sherman. Fue lanzado como el primer sencillo del séptimo álbum de estudio de Ocean, Tear Down These Walls de 1988. Parte de su popularidad radicó en su video musical de vanguardia (para la época), que presenta animación mezclada con secuencias de acción en vivo. El solo de saxofón es interpretado por Vernon Jeffrey Smith.  
"Get Outta My Dreams" se convirtió en el tercer sencillo en llegar al número uno en las listas Billboard Hot 100 y Hot Black Singles de Estados Unidos. La canción también alcanzó el número 1 en otros países, como Países Bajos y Canadá, donde fue el sencillo más exitoso del país en 1988. En Reino Unido llegó al número 3 en la UK Singles Chart.

## Video musical
El video musical de "Get Outta My Dreams, Get into My Car" consiste en Billy Ocean conduciendo, a veces involucrando escenas con diferentes personajes de dibujos animados. Apareció en la película de comedia adolescente estadounidense de 1988 License to Drive.

## Lista de Canciones
- sencillo 7" (BOS 1)[2]

1. "Get Outta My Dreams, Get into My Car" – 4:29
2. "Showdown" – 4:58

- maxi 12" (BOS T 1)[3]

1. "Get Outta My Dreams, Get into My Car" (extended version) – 8:59
2. "Get Outta My Dreams, Get into My Car" (7" version) – 4:43
3. "Showdown" – 4:58

- maxi CD (BOS CD1)[4]

1. "Get Outta My Dreams, Get into My Car" (extended version) – 8:59
2. "When the Going Gets Tough, the Tough Get Going" – 4:02
3. "Showdown" – 4:58

## Posicionamiento en Listas
| Lista (1986)                                 | Posición |
| -------------------------------------------- | -------- |
| Alemania (Offizielle Deutsche Charts)        | 3        |
| Australia (Kent Music Report)                | 1        |
| Austria (Ö3 Austria Top 40)                  | 8        |
| Bélgica (Flandes) (Ultratop 50)              | 1        |
| Canadá (RPM Top Singles)                     | 1        |
| Canadá (The Record)                          | 1        |
| Dinamarca (IFPI)                             | 4        |
| España (AFYVE)                               | 5        |
| Estados Unidos (Billboard Hot 100)           | 1        |
| Estados Unidos (Adult Contemporary)          | 5        |
| Estados Unidos Hot Black Singles (Billboard) | 1        |
| Finlandia (Official Finnish Charts)          | 6        |
| Irlanda (IRMA)                               | 1        |
| Islandia (Íslenski Listinn Topp 10)          | 4        |
| Noruega (VG-lista)                           | 1        |
| Nueva Zelanda (Recorded Music NZ)            | 2        |
| Países Bajos (Dutch Top 40)                  | 1        |
| Países Bajos (Mega Single Top 100)           | 2        |
| Reino Unido (UK Singles Chart)               | 3        |
| Sudáfrica (Springbok Radio)                  | 1        |
| Suecia (Sverigetopplistan)                   | 4        |
| Suiza (Schweizer Hitparade)                  | 3        |